# Calabar
Calabar, ook bekend als Callabar en spellingvarianten is een stad in het zuidoosten van Nigeria, aan de rivieren Calabar en Great Qua en een aantal kreken van de rivier Cross. Het vormt de hoofdplaats van de staat Cross River. Calabar telde 310.839 inwoners bij de census van 1991. Bij de census van 2006 telde de local government area Calabar Municipal 179.392 inwoners en de local government area Calabar South 191.630 inwoners. De belangrijkste bevolkingsgroepen zijn de Efik, de Efut en de Qua.
De stad heeft een zeehaven, internationale luchthaven en een vrijhandelszone.

## Geschiedenis
De nederzettingen van de Efik aan de Calabarrivier, waaruit de huidige stad Calabar is ontstaan, werden reeds in de 15e eeuw aangedaan door Portugese zeelieden die al varend langs de Afrikaanse westkust op zoek waren naar de zeeweg naar Indië. Vanwege de gunstige natuurlijke omstandigheden -de delta van de Calabar bood goede ankerplaatsen- vormde Calabar reeds in de 16e eeuw een belangrijke handelshaven in het transcontinentale scheepsverkeer, waarbij onder andere palmolie werd geëxporteerd. De Europeanen sloegen hier voedsel en drinkwater in.
In het tijdperk van de trans-Atlantische slavenhandel groeide Calabar uit tot een belangrijke exporthaven voor slaven. De Efik kochten mensen uit het binnenland van het huidige Nigeria, die ze ruilden tegen Europese handelswaar. Vanaf de late 17e eeuw vormde Calabar de grootste slavenhandelsplaats van Afrika. Naar schatting een kwart tot een derde van alle naar Amerika vervoerde Afrikanen werd uitgevoerd via Calabar. De slaven waren met name Igbo, hoewel dit niet de dominante etnische groep in het gebied was.
De meeste Europese schepen die de haven van Calabar aandeden waren Britten, waarbij ongeveer 85% van de schepen behoorde tot handelaren uit Bristol en Liverpool.
De slavenhandel was, anders dan bij andere uitvoerhavens, in handen van de inheemse bevolking. Tot midden 19e eeuw wisten de Efik de stichting van Europese steunpunten aan de Calabarrivier te voorkomen. In de buurt van de huidige stad streden tot halverwege de 18e eeuw drie plaatsen om macht en de handel met de Europeanen; Creek Town (New Calabar), Old Town (Duke Town of Akwa Akpa) en New Town. Hun koningen voerden daarbij meermaals oorlog met elkaar. De koningen en leidende families van de drie steden namen op cultureel vlak veel over van hun Europese handelspartners. Ze leefden in houten huizen in Europese stijlen, droegen Europese kleding en lieten meubels, werktuigen en wapens overkomen uit Europa. Ook beheersten velen van hen de Engelse taal en sommigen bezochten zelfs scholen in Engeland. De Efik bleven hun traditionele geloof trouw tot halverwege de 19e eeuw.
Na het verbod op de slavenhandel bleef Calabar van belang als haven. De uitvoer van hoogwaardige plantagegoederen kwam in de plaats voor de lucratieve slavenhandel. In 1846 stichtten Schotse presbyterianen er een missie en wisten in de decennia erop volgend veel Efik te bewegen zich te bekeren tot het christendom. Een bekende plaatselijke zendeling was Mary Slessor. Toen de Britten in de jaren 1890 een koloniale staat opbouwden in het zuiden van Nigeria, werd Calabar tot zetel gemaakt van de gouverneur van het protectoraat Niger Coast. De koning van de Efik ("Obong van Calabar") behield daarbij zijn zetel in de stad. Als oud bloeiend handelscentrum en bestuurlijk centrum vormde Calabar een belangrijke plaats in de ontwikkeling van het moderne Nigeria. Hier werden bijvoorbeeld het eerste ziekenhuis en het eerste postagentschap van het land opgericht en ook werden hier de eerste voetbal-, cricket- en hockeywedstrijden van Nigeria georganiseerd. Verder werd hier de eerste katholieke mis van het land opgedragen (1903) en de eerste middelbare school van oostelijk Nigeria geopend (Hope Waddell Training Institution in 1895).
De macht van de Efik is nog altijd zichtbaar in de stad. De stad telt drie delen: Creek Town (Ambo, Cobham en Eyo), Old Town (Obutong) en Duke Town of Atakpa (Duke/Archibong, Eyamba, Ntiero, Henshaw en Cobham). Ooit had elk van deze delen een eigen 'obong', maar dit werd later afgeschaft. Tussen de delen is veel rivaliteit over wie de functie van 'obong' mag vervullen.

## Voorzieningen en bezienswaardigheden
De stad vormt het hoofdkwartier van het Eastern Naval Command, waar ook middelbaar onderwijs wordt gegeven. Verder bevindt zich er een sportcomplex, cultureel centrum en de Universiteit van Calabar.
De stad heeft een internationaal museum, een botanische tuin, een geschiedkundig park over de slavernij en nog een aantal andere gebouwen van cultureel en/of historisch belang. Elk jaar wordt er een kerstmisfestival georganiseerd met optredens van lokale en internationale artiesten, carnaval, een regatta, modeshows, een kerstdorp en traditionele dansen. Een ander festival is het jaarlijkse Ekpefestival.